# Лібаній
Лібаній, Ліваній (дав.-гр. Λιβάνιος; 314 — 393/394) — видатний давньогрецький красномовець часів пізньої Римської імперії.

## Життєпис
Лібаній народився у місті Антіохія у заможній та впливовій поганській родині. З 326 року розпочав займатися риторикою, якій присвятив усе своє життя. Незабаром переїхав до Афін, де проходив навчання у відомій філософській школі у Діофанта, а згодом перебрався до Константинополя. Тут він затоваришував з майбутнім імператором Юліаном ІІ Відступником. В дорослому віці Лібаній суміщав політичну кар'єру та зайняття красномовством, філософією, софістикою.
На початку діяльності Лібаній у 344 році був відправлений імператором Констацієм II до Нікомедії. У 354 році Лібаній перебрався до Антіохії. Втім слава Лібанія була величезною — його поважали як погани, так й християни. Лібанія запрошували викладати в Афінах. Ставши імператором Юліан II Відступник у 361 році призначив Лібанія квестором. Після загибелі Юліана Лібаній користувався також повагою імператорів Валента та Феодосія I Великого. Останній зробив його почесним префектом преторія. При цьому Лібаній залишався прихильником поганської віри, особливо він був супротивником монахів, вважаючи їх ворогами культури.
Учнями Лібанія були відомі Отці Церкви — Василій Великий, Іван Золотоустий, Григорій Богослов.
Помер Лібаній у місті Антіохія.

## Твори
- 64 промови: на моралістичні теми, вигадані сюжети. Найвідоміші промови: «Про храми» — проти погромів поганських храмів, «На честь Антіохії», скорботні щодо загибелі імператора Юліана
- 51 декламація.
- 57 роз'яснень та коментарів до промов Демосфена.
- Автобіографія «Про свою долю».
- Листування — 1607 листів з поганськими, християнськими політичними, культурними діячами, церковниками.